# Brades

Brades är en ort i Montserrat med cirka 1 000 invånare. Den är sedan 1998 de facto öns huvudstad. Orten ligger i öns nordvästra hörn. Den officiella huvudstaden Plymouth ligger på södra delen av ön, men har varit övergiven sedan 1997 på grund av ett vulkanutbrott, som begravde staden. Interimistiska regeringsbyggnader har sedan dess byggts i Brades. Flera namn har föreslagits för den nya huvudstaden som håller på att byggas i området. Ett av dem är Port Diana, till minne av prinsessan Diana.